# Baie (centre de données)
Pour les articles homonymes, voir Baie.
Une baie (en anglais rack) est une armoire très souvent métallique parfois à tiroirs mais généralement à glissières (ou rails) destinée à recevoir les boîtiers d'appareils, généralement électroniques, réseau ou informatiques de taille normalisée.
Les baies permettent d'optimiser l'encombrement, d'assurer la cohérence du câblage (ségrégation des tensions à risque par exemple), de mutualiser les systèmes d'alimentations et de refroidissement entre les équipements. Elles permettent également une maintenance facilitée du fait de leur modularité. Elles sont systématiquement utilisées dans les centres de données, pour les superordinateurs et les serveurs. Les racks sont également utilisées pour le matériel audio, notamment en studio d'enregistrement ou en concert.

## Dimensions
Différents secteurs industriels (télécommunications, ferroviaire, marine, etc.) possèdent leurs propres dimensions normalisées. Mais la  norme des baies 19 pouces est réputée être la plus répandue : 19 pouces (48,26 cm) de largeur pour 17 pouces (43,18 cm) de profondeur.
L'unité de baie (unité U) est la mesure communément employée dans toutes les normes pour définir la hauteur des équipements (1 U = 1,75 pouce = 44,45 mm). Pour ce qui est de la largeur ou la profondeur de l'équipement, l'unité de mesure peut varier d'une norme à l'autre en fonction du secteur industriel. Par exemple, la largeur des équipements est comptée en multiples de horizontal pitch (pas horizontal) (1HP = 5,08 mm) dans la norme des baies 19 pouces ou en multiples de T (1T = 4TE = 4 x 5.08 mm = 20.32 mm) dans le ferroviaire.
Les baies sont en général fermées par une porte pour restreindre l'accès aux équipements qu'elles contiennent et contrôler le flux d'air. Ces portes sont de différents types :
- en verre ou en métal, la ventalisation entre couloir froid et chaud étant bloquée par une porte pleine ; ce type de baie est réservé  aux équipements émettant très peu de chaleur, principalement les baies de câblage ;
- en métal grillagé, permettant une meilleure ventilation entre la baie, le couloir chaud et le couloir froid, de façon à refroidir les serveurs.

## Sécurité

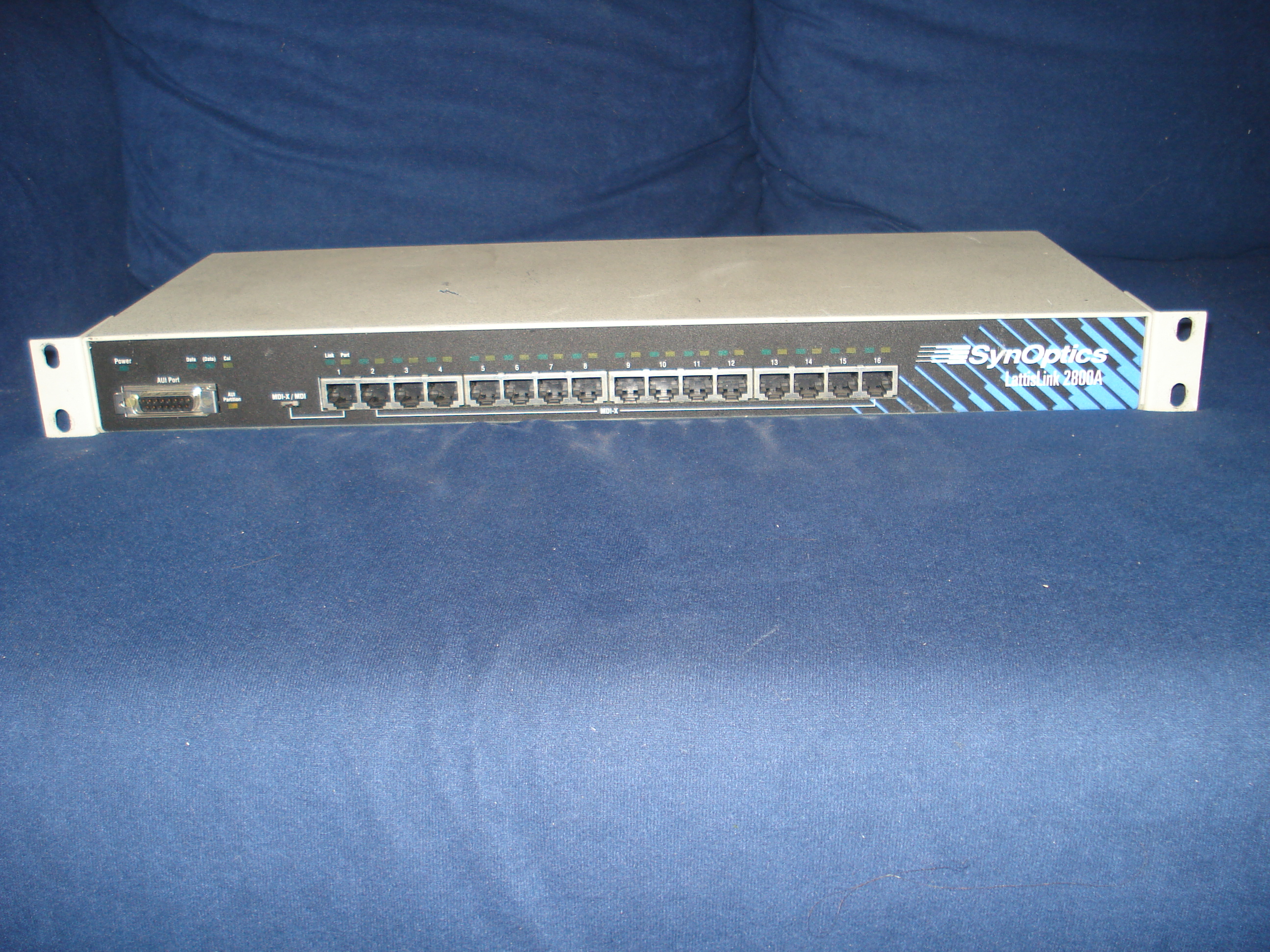
Un hub rackable de 1U.

En informatique, les portes des baies sont généralement sécurisées par une ou plusieurs poignées. Ces poignées peuvent être mécaniques et dotées d'une clé, électroniques à carte RFID, à code, voire centralisées pour administrer plusieurs baies d'une allée.
Ces baies sont administrables grâce à des logiciels DCIM (Data Center Infrastructure Management), permettant entre autres un contrôle à distance des portes afin de gérer l'ouverture et la fermeture de manière centralisée. Le DCIM (Data Center Infrastructure Management) peut aussi fournir des alertes en cas d'accès non autorisé ou d’événements anormaux, comme une vibration détectée sur une baie (cela nécessite l'installation de capteurs sur la poignée ou la baie parfois présents de base.)

On peut aussi configurer une minuterie de verrouillage automatique afin de s'assurer qu'aucune porte ou armoire ne reste déverrouillée ou ouverte, prévenant ainsi les risques de sécurité.

Mesures des montants d'une baie de 19 pouces.